# Tritriva
Tritriva je jezero na Madagaskaru v regionu Vakinankaratra. Vzniklo zaplavením kráteru vyhaslé sopky. Nachází se nedaleko města Belazao v nadmořské výšce 1950 m. Je oválného tvaru o průměru přibližně 200 m a dosahuje maximální hloubky 160 m.

## Pobřeží
Je obklopeno vysokými rulovými stěnami.

## Vodní režim
Je napájeno podzemními kanály, což vede k pozoruhodnému jevu: v období sucha jeho hladina neklesá, ale naopak stoupá.

## Historie
Jezero s okolím prozkoumal jako první v roce 1885 anglikánský misionář James Sibree.

## Legenda
Jezero je pro místní obyvatele posvátné, vztahuje se k němu legenda o milencích, kteří se zabili skokem do jezera, protože rodiče nepřáli jejich lásce, a jejich duše se převtělily do dvojice stromů. Voda je smaragdově zelená, Malgaši věří, že pokud jejich zemi hrozí nebezpečí, zbarví se jezero doruda.